# Josquin Desprez
Josquin Lebloitte dit des Prez (født ca. 1450, død 27. august 1521) var en fransk-flamsk komponist og sanger fra højrenæssancen. Han betragtes som en af periodens største komponister og havde afgørende indflydelse på det 16. århundredes europæiske musik. Josquin var en del af den fransk-nederlandske musikskole og videreførte den musikalske tradition, som var blevet udviklet af Guillaume Dufay og Johannes Ockeghem. Han komponerede komplekse polyfoniske værker, hvor forholdet mellem tekst og musik var centralt. Hans stil afveg ofte fra den tidlige renæssances melisme, idet han i stedet anvendte kortere, gentagende motiver. Som sanger af profession skrev Josquin hovedsageligt vokalmusik, herunder messer og motetter. 
Josquins biografi er omgærdet af en del usikkerhed, og der er kun begrænsede oplysninger om hans barndom og tidlige år. Han blev født i den fransktalende del af Flandern og kan muligvis være blevet uddannet ved katedralen i Cambrai. Det antages også, at han studerede under Johannes Ockeghem. Senere blev han ansat som korsanger ved hertug René af Anjous hof og fandt sandsynligvis herefter arbejde hos kong Ludvig 11. af Frankrig. I 1480'erne rejste Josquin til Italien som en velstående mand, hvor han tjente kardinal Ascanio Sforza. I denne periode komponerede han motetten Ave Maria (ca. 1485) og sangen Adieu mes amours (ca. 1480). Han kan også have været i tjeneste hos den ungarske kong Matthias Corvinus i disse år. Senere arbejdede han for paverne Innocens 8. og Alexander 6., kong Ludvig 12. af Frankrig og hertug Ercole 1. af Ferrara. Omkring år 1500 blev mange af hans værker udgivet af forlæggeren Ottaviano Petrucci, heriblandt messen Missa Hercules dux Ferrariae (ca. 1500). I sine sidste leveår opholdt Josquin sig i Condé, hvor han skrev nogle af sine mest berømte værker, blandet andet messerne Missa de Beata Virgine (ca. 1510) og Missa Pange lingua (ca. 1515), samt motetter som Benedicta es, caelorum regina (ca. 1520), Inviolata, integra et casa es Maria (ca. 1519), Pater noster (ca. 1515) og Praeter rerum seriem (ca. 1520). Af hans sange fra denne periode kan nævnes Mille regretz (ca. 1520), Nimphes, nappés (ca. 1520) og Plus nulz regrets (ca. 1507). 
Josquin blev den første komponist i historien, som bevarede en vis berømmelse også efter sin død. Hans musik blev flittigt opført og imiteret i hele det 16. århundrede. Han blev især hyldet af Martin Luther og musikteoretikerne Heinrich Glarean og Gioseffe Zarlino. I barokken blev han som repræsentant for renæssancen dog overskygget af Giovanni Pierluigi da Palestrina, selvom hans værker stadig blev værdsat i visse kredse. I begyndelsen af det 20. århundrede voksede interessen for tidlig musik, og musikologer som Albert Smijers, Helmuth Osthoff og Edward Lowinsky var med til at genoplive interessen for Josquins musik. Der blev blandt andet afholdt en stor konference om hans liv og virke. Selvom nogle forskere har kritiseret den moderne opfattelse af Josquin som overvurderet – især i lyset af, at mange værker tidligere tilskrevet ham nu betragtes som værende af usikker oprindelse – er hans musik stadig en fast del af repertoiret hos mange vokalensembler, der specialiserer sig i tidlig musik. I 2021 blev 500-året for hans død markeret verden over.

## Navn
Josquins fulde navn, Josquin Lebloitte dit des Prez, blev først kendt i slutningen af det 20. århundrede, da man fandt et dokument fra 1483 i Condé. Her blev han omtalt som søn af Gossard Lebloitte dit des Prez og nevø til Gille Lebloitte dit des Prez. Hans fornavn, Josquin, er en diminutiv form af Josse, som i sig selv er den franske variant af det bretonske helgennavn Judoc. Josquin var et populært fornavn i både Flandern og Nordfrankrig i det 15. og 16 århundrede. Andre samtidige dokumenter viser, at efternavnet "des Prez" kun havde været brugt af Josquins familie i et par generationer, muligvis for at skelne dem fra andre grene af Lebloitte-familien. På Josquins tid var efternavnet Lebloitte imidlertid sjældent, og det er derfor uklart, hvorfor familien valgte det langt mere almindelige "des Prez" som deres efternavn.
I sin samtid blev Josquins navn stavet på mange forskellige måder. Hans fornavn optræder i kilderne som Gosse, Gossequin, Jodocus, Joskin, Josquinus, Josse, Jossequin, Judocus og Juschino. Efternavnet blev skrevet som Prato, de Prato, Pratensis, de Prés, Desprez, des Prés og des Près. I sin motet Illibata Dei Virgo nutrix brugte Josquin selv akrostikonet "IOSQVIN Des PREZ" for at stave sit navn. I samtidige dokumenter fra Condé, hvor han tilbragte sine sidste leveår, blev han omtalt som "Maistre Josse Desprez." Der er uenighed blandt forskere om, hvorvidt hans efternavn skal skrives i ét ord (Desprez) eller to ord (Des Prez) ord. Traditionelt har forskere fra de kontinentaleuropæiske lande foretrukket førstnævnte, mens engelsksprogede forskere har holdt sig til sidstnævnte. Derfor omtales han oftest blot som Josquin.

## Biografi

### Tidlige liv

#### Barndom
Josquins barndom er genstand for debat. I mange år troede man fejlagtigt, at han var født omkring 1440. I dag mener de fleste musikologer, at hans fødselsår snarere ligger mellem 1450 og 1455, hvilket gør ham samtidig med komponister som Loyset Compère, Heinrich Isaac og Jacob Obrecht.
Josquins far, Gossard Lebloitte dit des Prez, var ordenshåndhæver i byen Ath i det nuværende Belgien. Efter adskillige anklager om unødig magtanvendelse forsvinder han fra de historiske optegnelser i 1448. Der vides intet om Josquins mor, hvilket kunne indikere, at hun døde enten under eller kort efter fødslen. Det er også muligt, at Josquin var Gossards uægte søn, hvilket kunne forklare, hvorfor der ikke er noteret noget om hans mor. I 1466 blev Josquin adopteret af sin onkel og tante, Jaque Banestonne og Gille Lebloitte dit des Prez, sandsynligvis i forbindelse med farens død.
Josquin blev født i den fransktalende del af Flandern, nutidens Nordøstfrankrig og Belgien. Selvom han senere fik en nær tilknytning til byen Condé, tyder intet på, at han oprindeligt kom herfra. Den eneste ledetråd om hans mulige fødested findes i et sent juridisk dokument, hvor Josquin angav sin hjemstavn som "hinsides Noir Eauwe," hvilket betyder "hinsides Det Sorte Vand." Der er ingen konsensus om, hvad dette henviser til. Nogle forskere har foreslået floden L'Eau Noire i Ardennerne, da der findes en landsby ved navn Prez i nærheden. Dog gør de mange usikkerheder omkring Josquins efternavn denne kobling tvivlsom. En anden mulighed er floden Haine, som blev brugt til kultransport i perioden og kunne være en kilde til navnet "Sorte Vand." Andre forskere mener, at han blev født i Saint-Quentin, baseret på hans tidlige arbejde der, eller i landsbyen Beaurevoir nær floden Schelde, som han muligvis henviser til i motetten Illibata Dei Virgo nutrix.

#### Ungdom
Som med Josquins barndom ved man i dag meget lidt om hans ungdomsår. I første halvdel af det 17. århundrede skrev Claude Hémeré, baseret på samtidige kilder fra Saint-Quentin, at Josquin i 1460'erne blev optaget som kordreng ved byens kirke. Saint-Quentins arkiver gik imidlertid tabt i en brand i 1669, hvilket gør det umuligt at verificere Hémerés påstand. Det er dog velkendt, at kirken i Saint-Quentin var en vigtig musikinstitution, der var under kongens beskyttelse. Det er derfor muligt, at Josquin her etablerede sin senere forbindelse til det franske hof. Josquin studerede sandsynligvis også under Johannes Ockeghem, en af tidens førende komponister, hvis musik han beundrede hele livet. Ved Ockeghems død i 1497 skrev Josquin en sørgesang, Nymphes des bois, og han citerede flere gange Ockeghems musik i sine egne værker.
Josquin kan også have arbejdet ved katedralen i Cambrai i sine unge år. I Loyset Compères motet Omnium bonorum plena (ca. 1470) nævnes en "des Prez" på en liste over domkirkens musikere. Motetten omtaler flere af tidens mest fremtrædende musikere, såsom Antoine Busnois, Johannes Tinctoris, Johannes Regis, Ockeghem og Guillaume Dufay. Sidstnævnte havde en særlig indflydelse på Josquin, som var dybt inspireret af Dufays musik.

#### Tidlige karriere
Josquins første dokumenterede ansættelse var ved hertug René af Anjous hof, hvor han arbejdede som sanger i 1470'erne. Efterfølgende kan han have fundet ansættelse i det kongelige Sainte-Chapelle-kapel i Paris. Hans tilknytning til kongen understøttes blandt andet af, at han i sin motet Misericordias Domini, der menes at stamme fra denne periode, citerede et af Ludvig 11.s yndlingsvers fra Salmernes Bog. Der er dog ingen sikker dokumentation for Josquins præcise aktiviteter i årene 1478-1483, så dette forbliver blot en teori.
I februar 1483 rejste Josquin til Condé for at gøre krav på arven efter sin onkel og tante, som muligvis var blevet dræbt af Ludvig 11.s tropper under tilbageerobringen af byen fra hertug Maximilian af Burgund i maj 1478. Ved sit besøg i Condé blev Josquin hædret med en gave i form af "vin d'honneur" fra en af byens kirker – en gestus, der antyder, at han blev anset som en fornem person. Dette kunne tyde på, at han havde opnået en fremtrædende position ved det kongelige hof. Josquin hyrede mindst 15 prokuratorer til at håndtere de juridiske spørgsmål omkring arven, hvilket indikerer, at han med arven blev en meget velhavende mand. Denne økonomiske frihed kan forklare hans omfattende rejseaktivitet gennem livet. I modsætning til andre komponister som Heinrich Isaac og Ludwig Senfl synes Josquin ikke at have været økonomisk tvunget til at komponere de ellers meget efterspurgte cykliske messer.

### Italien og rejseaktivitet

#### Milano og andre steder
Efter sit besøg i Condé rejste Josquin til Italien, hvor han muligvis først besøgte Rom i marts 1484, inden han ankom til Milano i maj samme år. Musikologen David Fallows har foreslået, at Josquin forlod Condé så hurtigt på grund af sin nyerhvervede formue, hvilket gav ham friheden til at undgå et liv i tjeneste hos en konge, der muligvis var ansvarlig for hans onkel og tantes død. I Milano fandt han ansættelse hos kardinal Ascanio Sforza, der tilhørte den regerende hertugslægt. I denne periode modtog Josquin et æreskald som sognepræst i den nordfranske by Saint-Aubin, selvom han ikke var præsteviet. Tidligere havde han fået afslag på en sådan dispensation, og tildelingen af dette æreskald vidner om den øgede status, han opnåede gennem sin ansættelse ved Sforza-hoffet. Det var også i disse år, at han komponerede sin berømte motet Ave Maria.
I juli 1484 rejste Josquin sammen med Ascanio Sforza til Rom, hvor de blev i et år. Omkring denne tid skrev digteren Serafino dell'Aquila, som også tjente hos Sforza, en sonet til Josquin, hvor han opfordrede ham til ikke at "miste modet, selvom dit store geni ikke lønnes tilstrækkeligt." Josquin arbejdede muligvis ved det ungarske hof hos kong Matthias Corvinus fra 1485 til 1489. I 1539 skrev kardinal Girolamo Aleandro således, at ærkebiskoppen af Esztergom, Pál Várdai, havde berettet, at Josquin var blandt de mange kunstnere og musikere, der fandt vej til Corvinus' hof. Nogle forskere mener, at Aleandro blot gentog et usandt rygte, eller at Várdai forvekslede Josquin des Prez med en anden musiker, som Josquin Dor eller Johannes de Stokem. Andre forskere har derimod påpeget, at Várdai, som selv var lærd og musikuddannet, næppe ville have lavet en sådan fejl. Matthias Corvinus' hof tiltrak adskillige kunstnere og musikere, hvoraf mange kom fra eller via Italien, så det er muligt, at Josquin opholdt sig der. Uanset hvad var Josquin tilbage i Milano i januar 1489, hvor han blandt andet mødte den berømte musikteoretiker Franchinus Gaffurius.

#### Rom
I juni 1489 blev Josquin ansat i det pavelige kor i Rom, hvor han først tjente under pave Innocens 8. og senere under pave Alexander 6. Hans ankomst til Rom skyldtes sandsynligvis en sangerudveksling mellem Sforza-familien og pave Innocens 8., hvor Josquin blev sendt til Rom, mens Gaspar van Weerbeke blev sendt til Milano. Med Josquins ansættelse fik det pavelige kor et tiltrængt løft i kvalitet, efter at flere af korets store komponister for nyligt havde forladt det. I forbindelse med sin ansættelse opnåede Josquin flere æreskald, selvom han hverken var forpligtet til at bosætte sig i de tilhørende sogne eller lære deres lokale sprog. Han blev blandt andet udnævnt til kannik ved Notre-Dame-katedralen i Paris og fik kirkelige embeder ved Saint-Omer- og Saint-Géry-kirkerne i Cambrai. 
Under restaureringen af Det Sixtinske Kapel i 1997-1998 fandt man omkring 400 navne, der var indridset som graffiti i væggene. Omkring 100 af disse navne er blevet identificeret som tidligere medlemmer af det pavelige kor. De ældste indskrifter stammer fra det 15. århundrede, og en af dem er navnet "JOSQUIJN," hvilket muligvis refererer til Josquin, der ofte underskrev sig med sit fornavn. Inskriptionen må have været tydeligt synlig i århundreder, for i 1711 skrev Andrea Adami da Bolsena i sin bog Osservazioni per ben regolare il coro dei cantori della Cappella Pontificia, at han havde set Josquins navn indridset på en af Det Sixtinske Kapels vægge.

### Frankrig
I 1494 rejste Josquin til Cambrai, hvor han blev hædret med en gave i form af vin fra byens borgere. Herfra forsvinder han dog fra de historiske optegnelser i næsten et årti. Ifølge Johannes Manlius' bog Locorum communium collectanea fra 1562 var Josquin i denne periode tilknyttet kirken i Cambrai, hvor han muligvis også havde studeret musik som ung. Manlius nævner teologen Philipp Melanchthon som sin kilde. Melanchthon var kendt for sine tætte venskaber med flere musikere fra tiden, herunder Adrian Petit Coclico.
Det er også muligt, at Josquin i disse år vendte tilbage til Sforza-familiens hof i Milano. Hvis det var tilfældet, blev hans ophold kort, da hertugslægten måtte flygte fra byen i 1499 efter kong Ludvig 12. af Frankrigs invasion af Norditalien. I denne periode skrev Josquin sandsynligvis også nogle af sine sekulære værker, El Grillo og In te Domine speravi. Sidstnævnte værk er muligvis en hyldest til reformatoren Girolamo Savonarola, der blev brændt på bålet for kætteri i Firenze i 1498. Josquin synes at have beundret Savonarola, hvis yndlingssalme netop var In te Domine speravi ("Herre, hos dig søger jeg tilflugt") fra Salmernes Bog.
Omkring år 1500 befandt Josquin sig i Frankrig. Han besøgte blandt andet Troyes i 1499 og 1501 og blev i 1503 udnævnt til kannik ved kirken i Saint-Quentin. Denne æresstilling blev traditionelt tildelt betroede medlemmer af det franske hof, hvilket tyder på, at Josquin i denne periode arbejdede for Ludvig 12. Ifølge Heinrich Glareans Dodecachordon (1547) skrev Josquin motetten Memor esto verbi tui servi tuo ("Husk det ord til din tjener") som en påmindelse til kongen om et løfte om et æreskald. Korværket De profundis stammer sandsynligvis også fra denne tid, måske skrevet i anledning af enten Ludvig 12.s, Anne af Bretagnes eller Filip 1. af Castiliens død.

### Ferrara
I maj 1503 rejste Josquin til Ferrara for at tjene under hertug Ercole 1., en betydelig mæcen, der længe havde søgt en passende kantor til sit hof. Det er sandsynligt, at ansættelsen blev aftalt under et af hertugens møder med Ludvig 12. i perioden 1499-1502. I sit valg af kantor rådførte Ercole sig med andre musikere. En af dem, Girolamo da Sestola, skrev begejstret om Josquin: "Min herre! Jeg tror ikke, der vil findes en fyrste eller en konge med et bedre kor end Deres, hvis Deres Nåde beslutter sig for at sende bud efter Josquin […] Vi vil kunne sætte en krone på vort kapels hoved, hvis vi får Josquin til at lede det." Sangeren Gian de Artiganova var dog mere skeptisk: "Jeg mener, at Deres Nåde bør ansætte [Heinrich Isaac] frem for Josquin. Han er både mere godhjertet og omgængelig, samt langt mere produktiv [end sidstnævnte musiker]. Josquin er ganske vist en bedre komponist, men han skriver kun musik, når det passer ham, og aldrig når det passer andre. Han forlanger desuden 200 dukater i gage, mens Isaac kun beder om 120. I sidste ende er [valget] naturligvis op til Deres Nåde." Ercole 1. fulgte Sestolas anbefaling og ansatte Josquin til de 200 dukater. Selvom man skal være varsom med at udlede for mange slutninger af subjektive kilder som Artiganovas brev, giver hans vurdering et sjældent indblik i Josquins personlighed, som er blevet beskrevet som enerådigt frihedssøgende.
I sine to år i Ferrara skrev Josquin nogle af sine mest berømte værker, herunder Miserere (ca. 1503), der blev en af det 16. århundredes mest opførte motetter. I samme periode komponerede han sandsynligvis også motetterne Virgo salutiferi og Virgo prudentissima, samt messen Missa Hercules dux Ferrariae. I 1503 flygtede hertug Ercole 1. sammen med to tredjedele af Ferraras indbyggere fra et pestudbrud, og Josquin forlod Italien i april 1504.

### Condé
Josquin slog sig nu ned i Condé, hvor han i maj 1504 blev udnævnt til domprovst ved byens Notre-Dame-kirke. Denne stilling gav ham både politisk ansvar og en stab af ansatte, hvilket gjorde den til et passende embede for en mand på hans alder. Beliggenheden tæt på hans hjemegn, og kirkens status som en af de førende musikinstitutioner i grevskabet Hainaut, gjorde stillingen endnu mere attraktiv. Der er dog meget få oplysninger om Josquins sidste år i Condé. Han komponerede nogle af sine mest kendte værker i denne periode, herunder messerne Missa de Beata Virgine og Missa Pange lingua; motetterne Benedicta es, caelorum regina, Inviolata, integra et casa es Maria, Pater noster og Praeter rerum seriem; samt sangene Mille regretz, Nimphes, nappés og Plus nulz regrets. Det sidste værk fejrede den forestående forlovelse mellem Karl 5. og Maria 1. af England. I sine sidste år oplevede Josquin, at hans musik spredte sig over hele Europa gennem forlæggeren Ottaviano Petrucci, der genudgav mange af hans værker adskillige gange, hvilket vidner om komponistens vedvarende popularitet.
På sit dødsleje testamenterede Josquin sin formue til Notre-Dame-kirken i Condé. En klausul i testamentet krævede, at hans motet Pater noster skulle synges ved alle kirkelige processioner, når byens borgere gik forbi hans hus på vej til markedspladsen. Josquin døde den 27. august 1521 og blev begravet foran kirkens alter. Hans grav blev dog ødelagt enten under de franske religionskrige eller under Den Franske Revolutions kirkenedrivninger.

## Portrætter
Et lille træsnit af Josquin er efter sigende det mest reproducerede portræt af nogen renæssancekomponist. Det optræder første gang i historikeren Petrus Opmeers Opus chronographicum orbis universi fra 1611 og er baseret på et nu tabt oliemaleri, der oprindeligt hang i Sint-Goedele-katedralen i Bruxelles. Oliemaleriet blev sandsynligvis malet i Josquins samtid og var ejet af Sint-Goedeles organist, Petrus Jacobi. Efter Jacobis død blev maleriet placeret ved hans grav, men det blev ødelagt under en protestantisk billedstorm i slutningen af det 16. århundrede. Det er usikkert, om Opmeers træsnit er en nøjagtig gengivelse af oliemaleriet og dermed om det realistisk viser Josquins udseende.
Det ufærdige maleri Portræt af en musiker fra 1480'erne, som ofte tilskrives Leonardo da Vinci, viser en ung mand med et nodeark. Dette har fået mange til at tro, at manden er musiker. Gennem årene er flere renæssancemusikere blevet foreslået som motivet, herunder Franchinus Gaffurius og Atalante Migliorotti. I 1972 argumenterede musikologen Suzanne Clercx-Lejeune for, at den afbildede person kunne være Josquin. Ifølge Clercx-Lejeune holder musikeren på portrættet partituret til Josquins Illibata Dei Virgo nutrix. Denne opfattelse er dog blevet kritiseret af flere forskere, der har påpeget, at portrættet ikke ligner Opmeers træsnit nævneværdigt, at noderne på arket stort set er ulæselige, og at Josquin, som en fornem præst i midten af 30'erne, næppe ville have ladet sig portrættere som en yngre lægmand. Portræt af en musiker kan i dag ses på Pinacoteca Ambrosiana i Milano.
På Nationalgalleriet i Parma findes der et portræt fra begyndelsen af det 16. århundrede, der ofte tilskrives Filippo Mazzola, og som muligvis forestiller den italienske musikteoretiker Nicolò Burzio. Manden på portrættet holder en revideret udgave af Josquins Guillaume se va chauffer, hvilket har ført til, at nogle forskere mener, det kunne være Josquin selv.

## Indflydelse
Josquin er længe blevet betragtet som den første komponist i vestlig musikhistorie, der ikke blev glemt efter sin død, og han anses af mange som renæssancens største komponist. Hans indflydelse på musikken i slutningen af det 16. århundrede er ofte blevet sammenlignet med Ludwig van Beethovens og Igor Stravinskijs betydning for henholdsvis det 19. og 20. århundredes musik.
Josquins popularitet førte til, at mange af hans efterfølgere imiterede hans stil, hvilket har resulteret i forkerte værktilskrivninger gennem årene. Martin Luther skulle endda have udtalt, at "Josquin er mere produktiv efter sin død end mens han var i live." Nogle af disse fejlagtige tilskrivninger skyldtes musikforlæggernes bevidste forsøg på at imødekomme den fortsatte efterspørgsel efter ukendte værker af Josquin. I andre tilfælde skyldtes forvirringen enslydende værktitler eller, at Josquins elever ofte citerede hans musik i deres egne kompositioner. Blandt hans elever finder man sandsynligvis Jean Lhéritier og Nicolas Gombert. Adrian Petit Coclio hævdede også at have studeret under Josquin, men hans påstande er notorisk upålidelige.
Efter Josquins død skrev flere komponister hyldestsange til ham, heriblandt Benedictus Appenzeller, Gombert, Jaquet af Mantova og Jheronimus Vinders. Hans værker spredte sig hurtigt over hele Europa, og der er fundet samtidige kopier af hans motetter og messer i spanske kirker. I samme periode blev der også lavet flere instrumentalversioner af hans musik. Josquins værker blev desuden jævnligt opført i Det Sixtinske Kapel langt ind i det 17. århundrede. De fleste komponister fra den europæiske senrenæssance, som Jacob Arcadelt, Antoine Brumel, Bartolomé de Escobedo, Antoine og Robert de Févin, Orlando di Lasso, Giovanni Pierluigi da Palestrina, Cipriano de Rore, Nicola Vicentino og Adrian Willaert, har enten parodieret eller citeret Josquins musik.

### Omdømme
Meget tyder på, at Josquin allerede i sin levetid havde et stærkt omdømme. Digteren Jean Molinet,  samt teoretikere som Franchinus Gaffurius og Pietro Aron, skrev rosende om hans værker. Josquins musik blev endda udgivet, mens han stadig var i live, hvilket var sjældent på hans tid. Med Petruccis Misse Josquin fra 1505 blev Josquin den første komponist i vestlig musikhistorie, der fik udgivet en hel nodebog med kun egne værker. Efter sin død blev Josquin hædret af humanister som François Rabelais, Baldassare Castiglione og Cosimo Bartoli, hvor sidstnævnte beskrev ham som musikkens svar på Michelangelo. Senere blev han også fremhævet af musikteoretikerne Heinrich Glarean og Gioseffe Zarlino. Luther erklærede Josquin for "tonernes betvinger" og skrev, at "[tonerne] må bøje sig for [Josquins] vilje, mens andre komponister må bøje sig for tonernes vilje."
Med barokkens fremkomst i det 17. århundrede aftog interessen for Josquins musik, og han blev overskygget af Palestrina, der kom til at stå som den førtonale musiks store komponist. Interessen for Josquins værker var derfor stærkt begrænset indtil det 20. århundrede, hvor musikologer som Albert Smijers, Friedrich Blume, Helmuth Osthoff og Edward Lowinsky genopdagede hans musik. I 1971 blev Josquin cementeret som en af renæssancens største komponister med en international konference i New York City. Konferencen resulterede i udgivelsen af en rapport, en biografi og et omfattende genudgivelsesprojekt af hans værker, der først blev afsluttet i 2016.

#### Revision
I det 21. århundrede har musikologer i stigende grad revideret det 20. århundredes opfattelse af Josquin som sin tids største komponist. Den største kritik har været rettet mod den betoning af Josquins indflydelse på sine samtidige, som mange nu anser for overgjort. Antallet af værker, der tilskrives Josquin, er blevet reduceret fra 370 til omkring 200, hvilket har gjort flere ældre akademiske og musikanalytiske behandlinger af hans værker forældede og i høj grad uanvendelige. Også store dele af Josquins biografi er blevet omskrevet.
Trods disse revisioner har Josquins musik siden 1950'ene været standardrepertoire hos mange vokalensembler, der arbejder med tidlig musik. Hans værker er i stigende grad blevet indspillet, blandt andet af britiske Hilliard Ensemble og Orlando Consort, samt det franske ensemble A Sei Voci. Britiske Tallis Scholars har indspillet alle Josquins messer, inklusive Missa Pange lingua, for hvilken de i 1987 blev det eneste tidlig musik-ensemble nogensinde til at modtage Gramophone-prisen for årets indspilning. Josquin er også i dette årtusind genstand for omfattende forskning. Sammen med Guillaume de Machaut er han den eneste præbarokke komponist, der har et helt kapitel dedikeret til sig i Richard Taruskins musikhistoriske standardværk Oxford History of Western Music (2005). 500-året for Josquins død i 2021 blev markeret verden over med koncerter og andre begivenheder.